# Harvest Moon (videojuego)
Harvest Moon (牧場物語 Bokujō Monogatari?, Farm Story) es un videojuego lanzado originalmente para Super Nintendo en 1996 en Japón, y posteriormente publicado en el mercado estadounidense por Natsume en 1997. Es la primera parte de la serie de videojuegos Harvest Moon, cuyos juegos tratan sobre como gestionar una granja de forma exitosa.
La versión PAL fue lanzada a principios de 1998 en Australia, Francia y Alemania. Es el último juego editado por Nintendo para Super Nintendo en estos mercados y está considerado como uno de los juegos PAL más raros en la consola.
El juego fue relanzado en la Consola Virtual de la Wii el 4 de enero de 2008 en Europa y el 11 de febrero de 2008 en Norteamérica, costando 800 Puntos Wii.

## Jugabilidad
"¡Sigue los (fangosos) pasos de tu abuelo y devuelve todo el esplendor a su granja!"
El juego comienza en que se le hereda una granja a Pete (Nombre cambiable a preferencia del jugador) de parte de su abuelo, y su tarea será devolver esta granja a su máximo esplendor mediante las diferentes tareas que el juego da para hacer, como talar madera para agrandar la casa, esta trayendo diferentes características para el jugador y la casa por igual con cada mejora, un sistema de matrimonio bastante simple con un avance gratificablemente extensible, un sistema de cultivo medianamente amplio, como un sistema de ventas y crianza de animales, entre otras cosas como dos ciudades, una orientada a la venta de herramientas para la granja y la socialización con los personajes no jugables, y la otra centrada en la recolecta de recursos, aparte de eso, el juego también tiene algunos adicionales como días festivos.

## Desarrollo
Yasuhiro Wada, miembro del equipo encargado de Magical Pop'n, se le ocurrió hacer un juego de rol sin ninguna batalla inspirado en su infancia en el campo y la saga de videojuegos Derby Stallion. La idea terminaría siendo aceptada por la distribuidora japonesa Pack-In Video, que después de un decente tiempo de desarrollo en el juego, caería en bancarrota.

El desarrollo del juego sería tomado luego por Victor Entertainment Inc., cual también en el desarrollo pasó por una reducción de personal, hecho que redujo al equipo de 10 integrantes con un presupuesto decente a solo 3 integrantes con un presupuesto más bajo. A pesar de todas las adversidades, terminarían desarrollando y puliendo el juego en 6 meses, muchas veces teniendo que empezar de cero.

## Lanzamiento

### Super Famicom/Super Nintendo
El juego fue lanzado primeramente en Japón el 9 de agosto de 1996 para la Super Famicom, vendiendo primeramente 20,000 copias, siendo lanzado después en Norteamérica el 17 de junio de 1997, y por último en Europa el 29 de enero de 1998. A pesar de su reciente lanzamiento en ese momento, Harvest Moon 64, no detuvo a las ventas registrando más de 100,000 copias vendidas hasta la fecha.Siendo registrado según Adam Fitch, miembro de Natsume Inc., como "una venta decente para ese tiempo".

#### Satellaview
BS Bokujō Monogatari (BS 牧場物語, BS Harvest Moon) fue un spin-off de cuatro episodios del juego original lanzado para la Satellaview.
Todos los jugadores tenían que descargar los capítulos desde St.GIGA (Niko Niko Ranch en el cartucho BS-X), durante una específica semana y hora de transmisión, se presentaba en una narración Soundlink (datos transmitidos al estilo de radioteatro usada para ayudar al jugador durante el capítulo mediante pistas y avisos). Debido a la naturaleza de las transmisiones del SoundLink, estos capítulos solo fueron transmitidos a los jugadores entre las 6:00 y 6:50PM en fechas exactas.

Los capítulos y el juego solo fueron lanzados en Japón, y por ende, como los demás juegos de Satellaview, estos nunca fueron relanzados o lanzados como un juego en físico. Los entusiastas del Satellaview en línea se refieren al juego inoficialmente como "BS Makiba Monogatari". una sola repetición de las transmisiones se condujo desde el 16 al 30 de noviembre de 1996, de 5:00 a 5:50PM, cambiando la ubicación en el cartucho BS-X a Bagutomia Temple. Los capítulos fueron conocidos como:
1. First Time "Outdoor Life" (はじめての「あうとどあＬＩＦＥ」, Hajimete no "Autodoa Life", Primera Vez en "La Vida Exterior") transmitida el 2 de septiembre de 1996.
2. Fruitful Land and Mind! (大地と心に溢れる実り！, Daichi to Kokoro ni Afureru Minori!, ¡Tierra y Mente Fructíferas!) transmitida el 9 de septiembre de 1996.
3. We Are All Alive (僕らはみんな生きている, Bokura wa Minna Ikite iru, Todos Estamos Vivos) transmitida el 16 de septiembre de 1996.
4. Aim for Ranch Master! (牧場マスターを目指せ！, Bokujō Masutā o Mezase!, ¡Apunta al maestro de la granja!) transmitido el 23 de septiembre de 1996.

## Recepción
El juego tuvo principalmente buenas reseñas teniendo un puntaje en GameRankings del 73%. Crispin Boyer, de Electronic Gaming Monthly, remarcó, "¿Un juego de rol sobre agricultura? Habla de una venta difícil. Pero esta épica aventura es tanto divertida como original.", en general, recibió un 32.5/40 en EGM, elogiado por su concepto original y las diferentes tareas que puedes malabarear en el juego.

## Legado
El juego dio lugar a una segunda saga de entregas, Harvest Moon GB, para terminar las expansiones, llegaría una tercera saga de juegos en 3D, Harvest Moon 64. Años después siendo catalogado con un 8.5 por IGN en su versión para la consola virtual de Wii, elogiando su espléndido diseño en 16 bits y jugabilidad activa, también en 2018, siendo catalogado en el puesto 72 de Mejores Juegos de Super Nintendo por Complex.  
Por las siguientes dos décadas, saldrían nuevos juegos de la saga, hasta hacer una nueva saga de juegos llamada Story of Seasons debido a problemas de Marvelous al mudarse de Natsume Inc.

## Traducción
En la versión norteamericana, se eliminaron todas las referencias al alcohol cambiadas a "jugo", a pesar de que alguien quien dice beber "jugo", claramente se intoxica. Mientras muchos elementos del juego son pasados a cultura occidental, eliminando casi todo rastro de la cultura japonesa en la primera versión. Por ejemplo, los pueblerinos debaten sobre la iglesia y su religión en términos Shinto, refiriéndose a la existencia de ambos dioses como "Dios de la Cosecha" y "Dios del Negocio", también en las secuencias de animación del "Nuevo Día", Pete come un onigiri, una comida tradicional Japonesa, así como el presentador de noticias en la televisión se inclina ante la audiencia de manera acogedora, que es una acción no común en Occidente.   